# タンザニア野球リーグ
タンザニア野球リーグ （タンザニアやきゅうリーグ、Tanzania Baseball League）は、タンザニア唯一の野球リーグである。

## 歴史
タンザニア国内では野球は行われてこなかったが、2012年ごろから日本の国際協力機構(JICA)やアフリカ野球・ソフト振興機構(J-ABS)の協力で普及活動が行われていた。タンザニア甲子園などの少年野球大会は行われていたが、20歳以上の公式な大会は少なかった。
2022年冬、史上初の20歳以上の社会人が参加できる野球リーグが発足することが明きらかにされる。また、それに伴い、日本プロ野球の4球団（北海道日本ハムファイターズ、読売ジャイアンツ、中日ドラゴンズ、阪神タイガース）よりユニフォームを寄贈された。なお、チーム名もその4球団の名前を使用している。
2023年5月2日、初シーズンが開幕。なお、初勝利監督は日本で俳優として活動している本澤雄太であった。

## 開催概要
シーズンは前半戦と後半戦に分かれており、その中間にオールスターゲームも行われる予定だったがオールスター戦は中止となった。
順位は1試合毎の勝ち点制でその優劣を決している。
またシーズン中盤にはザンジバルオープンというタイトル戦も行われており、2023年に10回大会が行われた。通常はザンジバルのアマニ・スタジアムで試合が行われるが、当球場が利用できない場合はダルエスサラームのアザニア中等学校で開催される。
2023年現在、試合は無料で観戦が可能ができる。

## 参加チーム
2023年時点では4つのチームで構成されている。2023年シーズンにユニフォームをアフリカ野球・ソフト振興機構へと寄付した日本プロ野球のチーム名を使用している。
- タイガース
- ジャイアンツ
- ファイターズ
- ドラゴンズ